# Ангеліна Яр
Анжеліка Євгенівна Комарова (нар. 18 лютого 1963, Гришківці, Бердичівський район, Українська РСР) — українська письменниця, поетеса, журналістка і природоохоронна активістка, співзасновниця ГО "Спілка вільних журналістів «Природа над усе».

## Життєпис
Дід Анжеліки, художник Мартин Ярмолюк, став жертвою сталінських репресій, його розстріляли за кілька днів після арешту у 1938-му році в Бердичеві. Батько, журналіст Євген Ярмолюк (1918–2000 рр.), був одним із видатних постатей національно-визвольного руху проти більшовицької та фашистської окупації часів Другої світової війни на Житомирщині. Він був діячем ОУН, скульптором, художником-декоратором, перекладачем літературних творів .
З 1984 року Анжеліка проживає на Лісовому масиві міста Києва.
У юнацькому віці мріяла стати журналістом, щоб захищати тих, хто не може за себе постояти. Однак вступити на факультет журналістики виявилося нереальним з огляду на «антирадянську» діяльність батька і діда
У 1989 році Анжеліка закінчила Київський педагогічний інститут іноземних мов, спеціальність — філологія.
На початку 1990-х журналістика стає для Анжеліки способом захисту найслабших членів міського соціуму — безпритульних тварин. Перші публікації Анжеліки відбулися у 1995 р. на шпальтах газети «Домашні улюбленці».
У 1999—2007 рр. Анжеліка працювала на посаді редактора програми про тварин «Хто в домі хазяїн?» на Першому національному телеканалі. У той же час вона співпрацювала з газетами «Киевлянин», «Свобода», «Обзор», «День» та ін. У 2002 г. була готова до друку її перша книга оповідань і віршів російською мовою «Кошка хвойной, колючей породы», видана зі змінами у 2013 р. та у 2020 р.
З 2004 році Анжеліка приєднується до руху проти варварської забудови зелених зон Києва, публікується на сайті громадської кампанії «Форум порятунку Києва».
Пізніше цей природозахисний рух було відображено в художній книзі «Територія Духу» (в співавторстві з Олегом Андросом, 2008).
Авторка документальних фільмів «Штучний інтелект», «Фотографи-вбивці», «Діти міста» на замовлення Першого національного телеканалу.
Має художні публікації у жанрах «анімалістика», «публіцистика»: міжнародний журнал «Крещатик», літературний альманах «Хіппі у Львові» (Україна) та ін.
З 2010 по 2014 рік працювала керівником прес-служби Київського зоопарку, залишаючись активісткою руху на захист добробуту тварин у цій комунальній організації. Була звільнена після циклу протестних публікацій проти політики тодішнього керівництва зоопарку,.

Членкиня Національної спілки письменників з 2016 року.

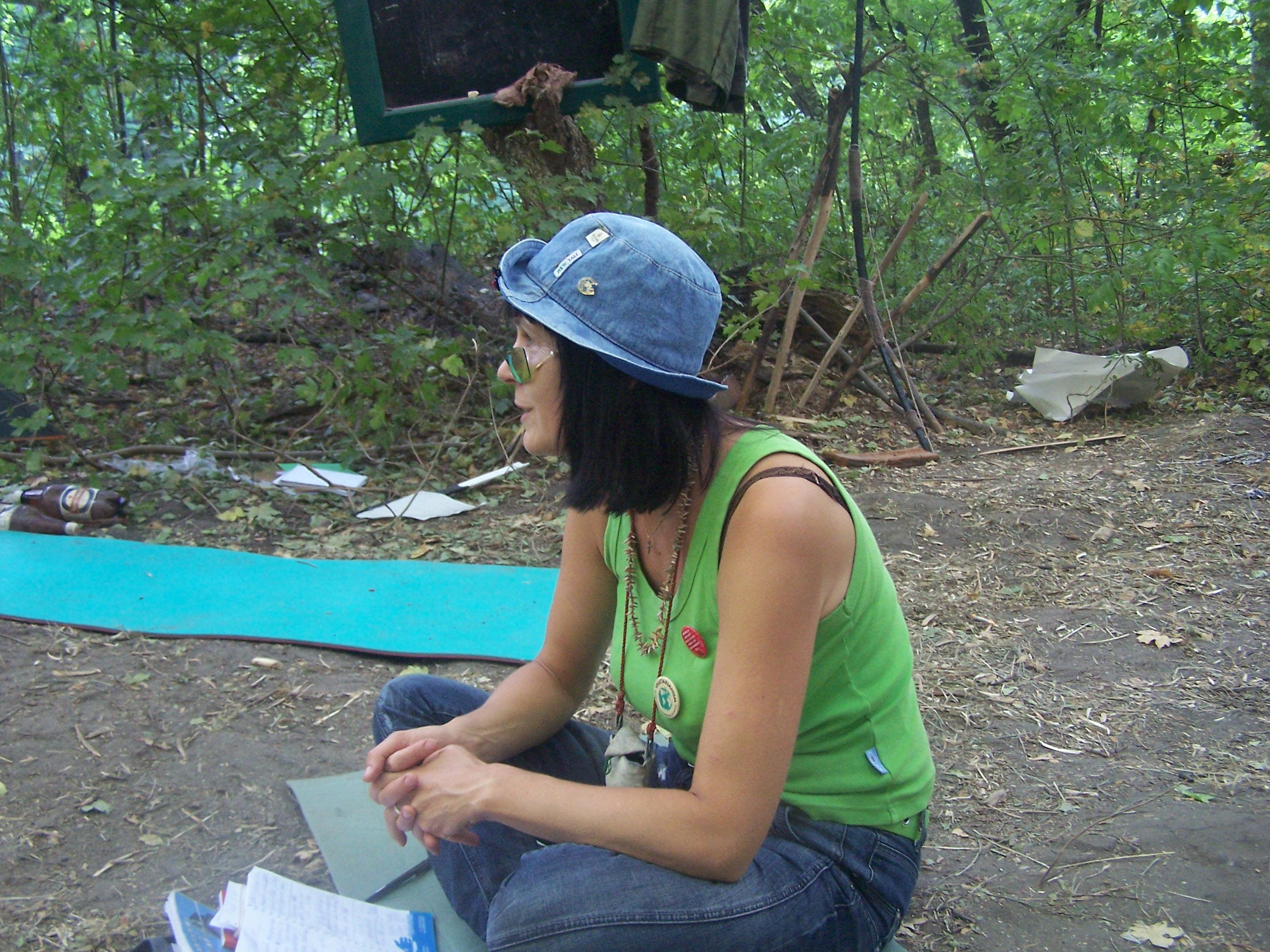
Ангеліна Яр читає лекцію в НПП «Гомільшанські ліси», Харківська область.

## Погляди та вподобання
Популяризатор жанру «анімалістична проза». Однією з перших в українській літературі письменниця задекларувала, що нищення природи і знущання над тваринами є злочином проти людяності.
Збірка «Священний сад бабусі Анастасії» має посил: усе починається з рідної землі, з малої батьківщини: «з цього ж таки місця сили народжується і почуття любові до всього живого», як зазначає Леонід Кононович у передмові до збірки.
На думку Анжеліки, в сучасній Україні «багато показового патріотизму. Багатьом важко осягнути те, що пережили люди з клеймом „ворог народу“, що давало сили не зламатись і не відступити з обраного шляху».
Про період боротьби із корупцією в Київському зоопарку в 2009-2014 рр. Анжеліка розповіла в інтерв'ю проекту USAID. Вона, зокрема, зазначила, що «ніколи не була байдужою до страждань істот, які слабкіші за тебе». 

## Відзнаки та нагороди
Дипломант П'ятого берлінського міжнародного літературного конкурсу «Краща книга року 2014» від України в жанрі «поезія» за книгу «Кошка хвойной, колючей породы».

## Досягнення
Є співзасновницею проекту «Котомістечко» (ініціатори — СВЖ «Природа над усе»), в рамках якого з 2010 р. врятовані 80 безпритульних котів на території Київського зоопарку і з 2017 р. створюється арт-майданчик і центр фелінотерапії.

## Громадська діяльність

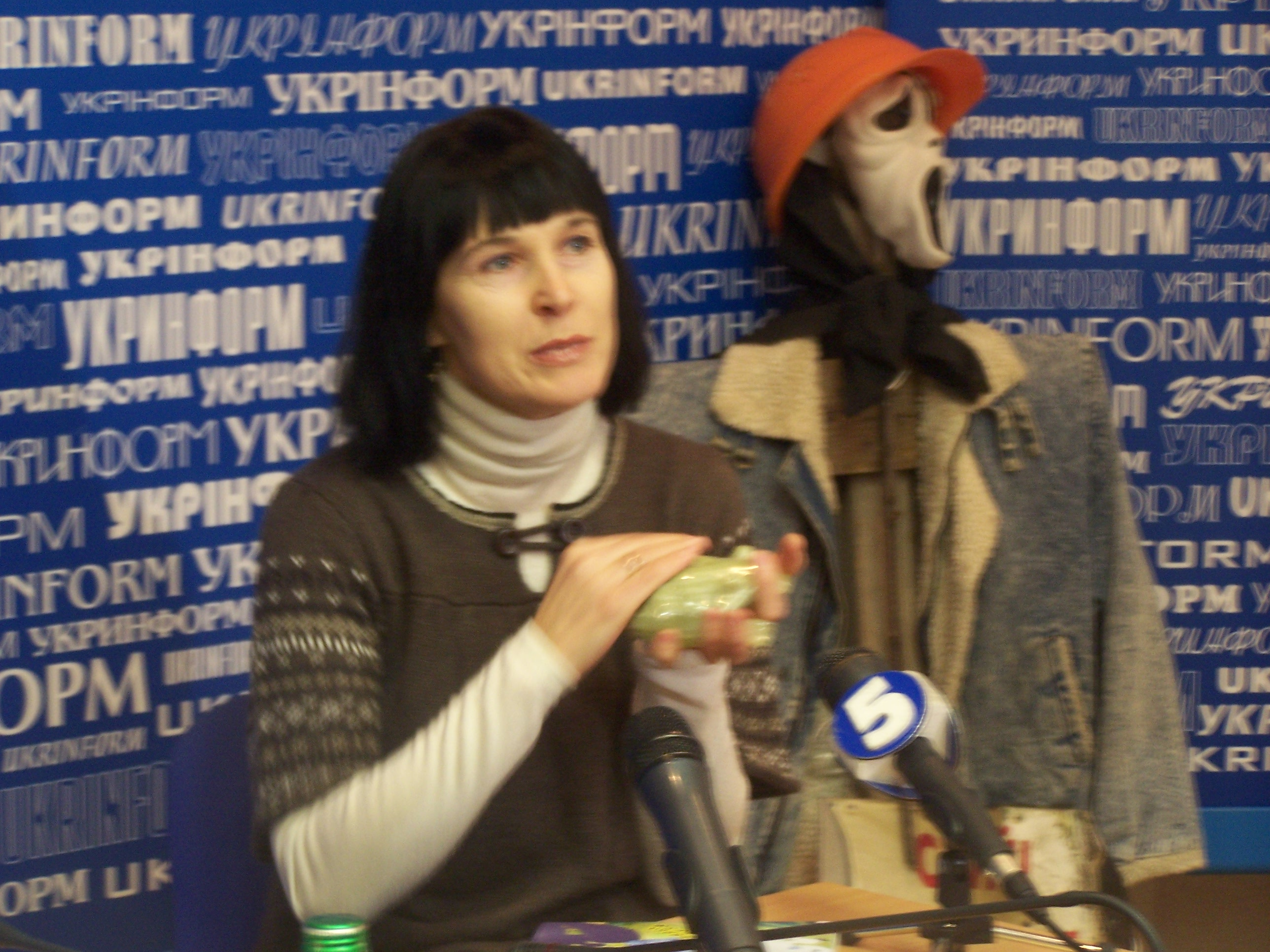
Ангеліна Яр на презентації книги «Територія Духу», Київ, 15.12.2008.

У 1995—1996 рр. була співорганізаторкою закриття живодерні у с. Пирогово біля Києва.
З 2005 р. — учасниця громадянських кампаній на захист зелених зон Києва.
У 2007 р. — одна з авторів статей для сайту Громадянської кампанії «Форум порятунку Києва» .
Учасниця наступних громадянських кампаній:
- проти комерційних дельфінаріїв (з 2008 р.);[26]
- за добробут тварин у Київському зоопарку (2009—2014 рр.);
- за гуманне регулювання чисельності безпритульних тварин (з 1995 р.);[27][28]
- за заборону хутряної індустрії (з 2008 р.);[29]
- за припинення вбивства задля хутра гренландського тюленя (з 2008 р.);[30][31]
- кампанія «Першоцвіт» — традиційна, з часів СРСР, кампанія Дружин охорони природи проти знищення першоцвітів на продаж (з 2008 р.);
- кампанія проти використання живих ялинок у новорічних святах (з 2008 р.).[32]

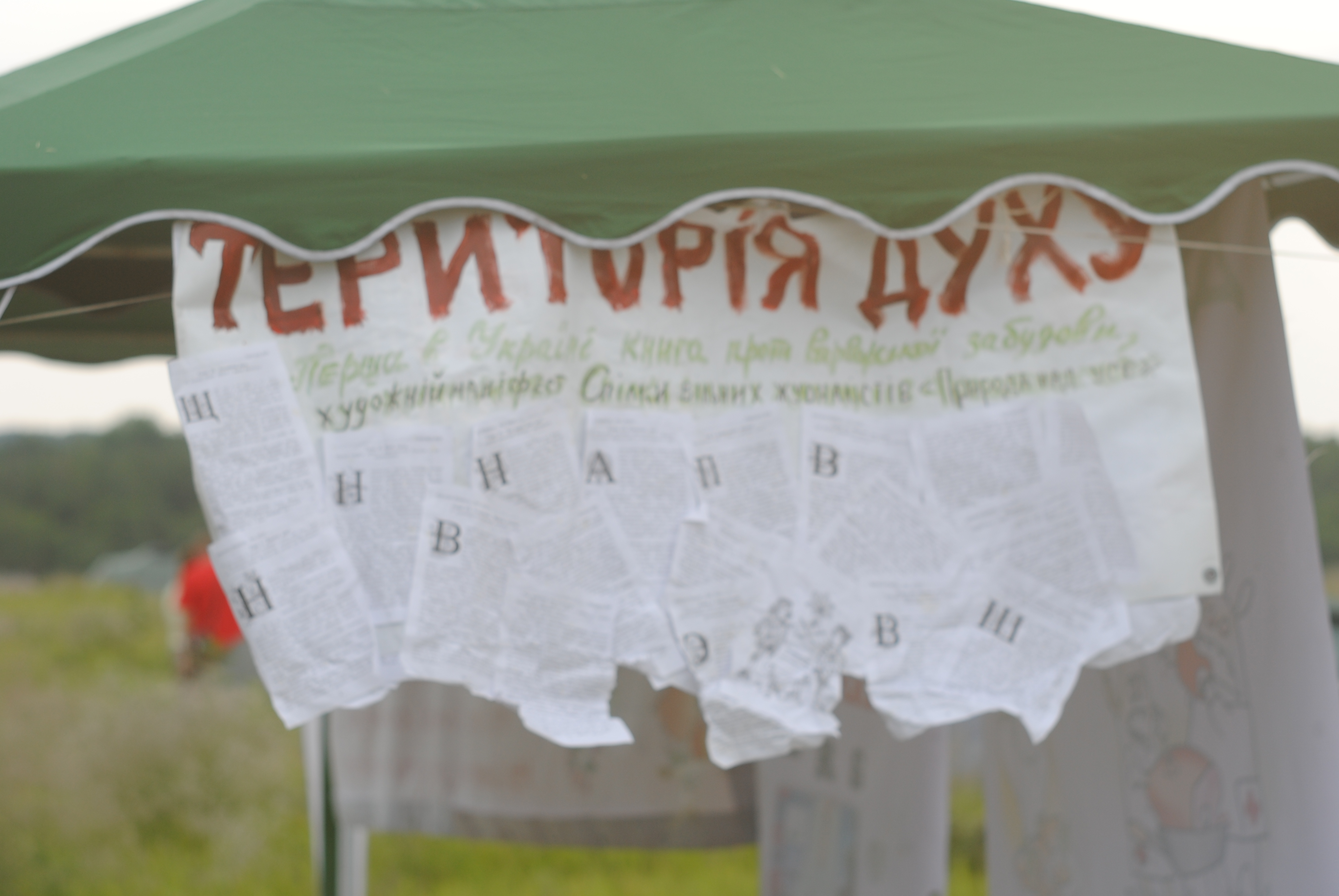
Інсталяція — презентація книги «Територія Духу» на фестивалі «Трипільське коло 2011»

## Публікації

### Художні книги
- Яр Ангеліна, Андрос О. Є. Територія Духу. Сатирична повість. Під ред. Леоніда Кононовича.  — К.: Спілка вільних журналістів «Природа над усе», 2008, 2013.
- Яр Ангелина. Кошка хвойной, колючей породы — СПб.: Алетейя, Киев: Бизнесполиграф, 2012. 111 с. — (Серия «Русское зарубежье. Коллекция поэзии и прозы») ISBN 978-5-91419-742-8[33].

- Яр Ангеліна. «Священний сад бабусі Анастасії». — К.: Бізнесполіграф, 2013. — 151 с. ISBN 978-966-139-014-9[34]. (Друге видання: Яр Ангеліна. «Священний сад бабусі Анастасії». Під ред. Леоніда Кононовича. — К.: Друкарський двір Олега Федорова, 2024. — 162 с. ISBN 978-617-8252-99-1 [35] Видання доступне на сайті «Друга література»: Електронний архів зарубіжжя імені Андрія Синявського [36]).

### Участь у літературних альманахах, журналах, збірках
Міжнародний літературний журнал «Крещатик». № 2012, 3.
Хіппі у Львові. Літературно-художній альманах. Випуск 3. — Львів, Апріорі, 2015. — 544 с. — ISBN 978-617-629-265-4
Ностальгия: Антология / Составитель Т. Ивлева ; Вступит. статья Е. Мордовиной. — СПб.: Алетейя, 2017.
Дежавю: Антология: художественная литература — СПб.: Алетейя, 2018. — 389 с. — ISBN 978-5-907030-32-9
Міжнародний літературний журнал «Крещатик». № 96, 2022. 

### Переклади
Цесіс, В. Нотатки сільського лікаря, або Лікуватися задарма — дарма лікуватися [Текст]: повість / В. Цесіс; пер. з рос. А. Яр. — Київ: Каяла, 2016. — 279 с. — (Сучасна література. Поезія, проза, публіцистика). — ISBN 978-617-7390-03-8.
Овсій Цейтлін. Тривалі бесіди в очікуванні щасливої смерті. Переклад з російської: Ангеліна Яр. К.: Каяла, 2017. 240 стор. ISBN 978-1544177410 